# Sabulodes versiplaga
Sabulodes versiplaga är en fjärilsart som beskrevs av Paul Dognin 1911. Sabulodes versiplaga ingår i släktet Sabulodes och familjen mätare. Inga underarter finns listade.